# Anne Dietrich
Annegret Dietrich (* 14. August 1980 in Zwickau) ist eine zeitweise auch für die Schweiz startende ehemalige deutsche Bobfahrerin.
Anne Dietrich kommt aus dem Leichtathletikbereich und trainierte in der Trainingsgruppe des Trainers Thomas Springstein beim SC Magdeburg. Im Bobsportbereich war zunächst der BSR Oberhof ihr Verein. Im Bobbereich ist sie seit 2001 aktiv und feierte zunächst mit Susi Erdmann große Erfolge. Im Bob-Weltcup erreichte das Team meist Platzierungen hinter den besten Zehn, häufig kamen sie auf das Podium, 2002/02 gewannen sie zwei, 2005/06 ein Rennen (in Königssee). Im Gesamtweltcup erreichten sie 2002/03 den ersten Rang, 2003/04 den Dritten sowie 2005/06 den Vierten. Eine Teilnahme an Olympischen Spielen verpasste Dietrich bislang. 2002 verpasste sie die Teilnahme an den Spielen von Salt Lake City, als der Bundestrainer Wolfgang Hoppe sie kurzfristige durch Anja Schneiderheinze ersetzte. Im Jahr darauf konnte sie an der Seite Erdmanns überraschend ihren größten Erfolg feiern. Bei der Bob-Weltmeisterschaft 2003 in Winterberg gewann das Doppel den Titel. 2006 kam eine Bronzemedaille bei den Europameisterschaften hinzu. Bei Deutschen Meisterschaften gewann das Doppel 2002 den Titel, 2004, 2005 und 2005 wurden sie Vizemeister.
2006 wechselte die Zwickauerin nach erneut verpasster Olympiaqualifikation vom deutschen Nationalkader in die Schweiz, wo sie mit Maya Bamert ein Team bildet. Schon in der ersten Saison wurden sie sowohl im Gesamtweltcup als auch bei der Bob-Weltmeisterschaft 2007 in St. Moritz Fünfte. Zudem wurde das Team Schweizermeister. Sie startet nun für den Bobclub Zentralschweiz und lebt in Tuggen. 2009 beendete sie ihre Karriere.